# Dysdera bandamae
Dysdera bandamae là một loài nhện trong họ Dysderidae.
Loài này thuộc chi Dysdera. Dysdera bandamae được miêu tả năm 1973 bởi Schmidt.